# Intensivecarebed

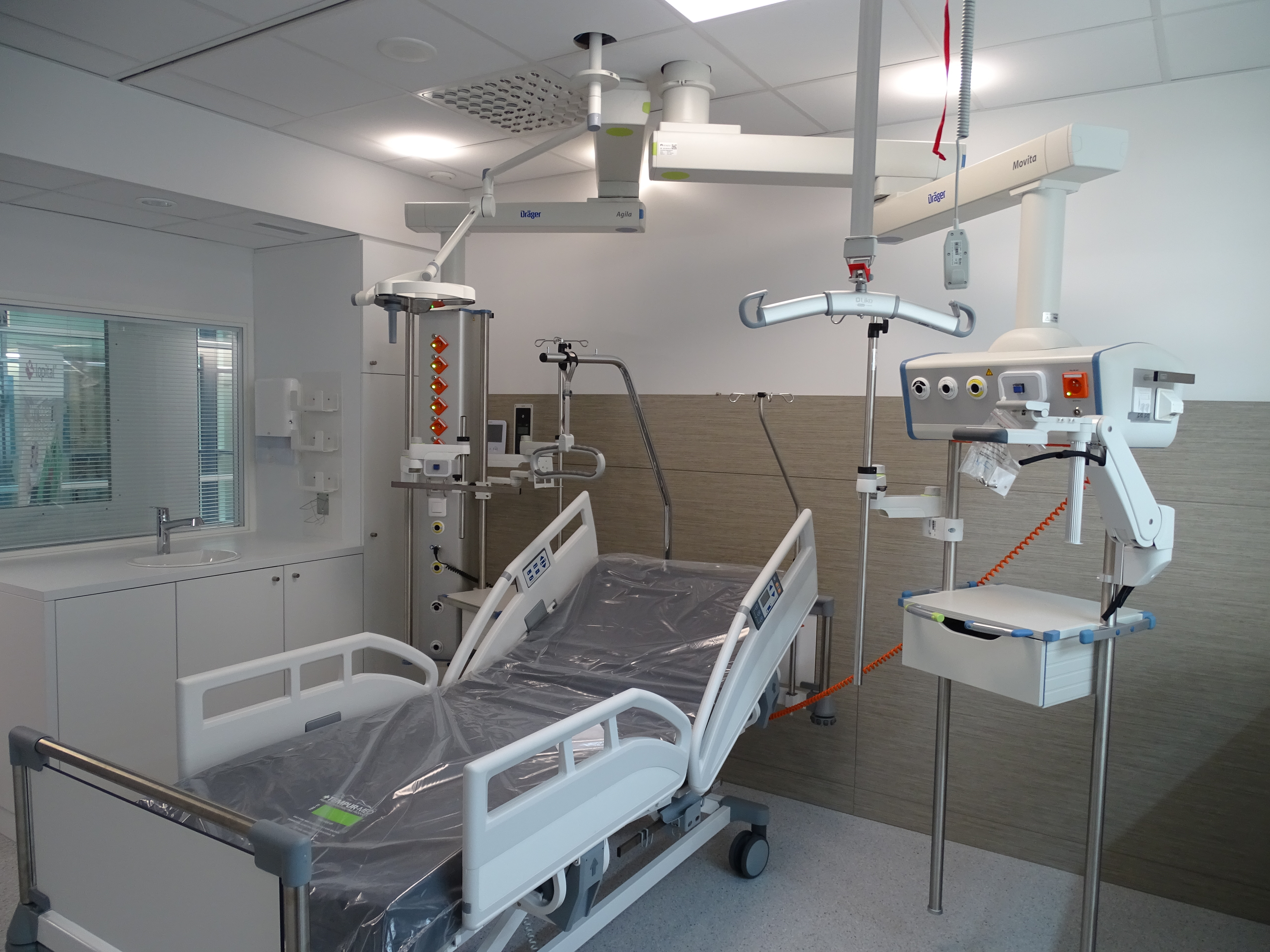
Intensivecare-unit in het academisch ziekenhuis in Mechelen

Een intensivecarebed (afgekort ic-bed) is een plaats voor een patiënt op de intensievezorgafdeling van een ziekenhuis voor het verlenen van intensieve zorg. Een ic-bed bestaat uit een ziekenhuisbed met aanvullende voorzieningen en personeel.
Een intensivecarebed bevindt zich in een patiëntenkamer of in oudere ziekenhuizen in een ziekenzaal. Sommige patiëntenkamers functioneren als isolatiekamer waarbij ze voorzien zijn van een toegangssluis met onderdruk ten behoeve van isolatie.
Bij het bed bevinden zich leidingen waaraan de medische apparatuur gekoppeld kan worden met aanvoer van medische gassen, elektriciteitspunten en digitale netwerken. Medische apparatuur bij een bed omvat een patiëntmonitoringssysteem waarop de hartslag, bloeddruk, de lichaamstemperatuur en het zuurstofgehalte in het bloed te zien zijn. Daarnaast wordt een bed afhankelijk van de behandeling uitgerust met beademingsapparatuur, dialyse-apparatuur en infuus- en spuitpompen.
Bij een ic-bed is specifiek geschoold medisch personeel noodzakelijk. Medisch personeel omvat een intensivist en een intensievezorgverpleegkundige. Een verpleegkundige verzorgt doorgaans twee bedden.
Tegen doorliggen worden verschillende geavanceerde matrassen ingezet. Een fluïdisatiebed bevat een lucht-zandmengsel waarbij een luchtstroom van 26 en 38 graden langs de patiënt gaat. Een low-air-lossbed  bestaat uit luchtkamers die onafhankelijk qua druk geregeld kunnen worden en langzaam lucht afstaan. Een alternerend matras bevat luchtkamers die een in de tijd afwisselende druk geven waardoor een masserend effect ontstaat. Een rotatiebed bevat een kantelsysteem waarmee patiënten omgedraaid kunnen worden.

## Coronacrisis
Tijdens de coronapandemie in 2020 ontstond wereldwijd een tekort aan intensivecarebedden. In verschillende landen waaronder Nederland werd het aantal bedden in korte tijd opgeschaald.